# Oncideres pretiosa
Oncideres pretiosa là một loài bọ cánh cứng trong họ Cerambycidae.